# Мирослав Тихий
Мирослав Тихий (чеськ. Miroslav Tichý); 20 листопада 1926 — 12 квітня 2011), Нетчице, Моравія — 12 квітня 2011) — чеський художник, фотограф.
Сам майстрував фотоапарати та об'єктиви з підручних засобів; полірував саморобні лінзи сигаретним попелом і зубною пастою. Його роботи, за словами критиків, характерні вивільненням чуттєвості".

## Життєпис
Навчався в Академії образотворчого мистецтва у Празі, відрахувався влітку 1948 року, можливо з політичних причин, через комуністичний переворот в Чехословаччині.
У 1950-і писав картини в дусі Пікассо, Сезанна і Матісса, слідував тенденціям кубістів і імпресіоністів. Останній показ таких його праць пройшов у Брно на колективній виставці молодих чехословацьких художників (Umění mladých umělců Československa). Потім він почав займатися виключно малюнком і темою жінок.
До фотографії Мирослав прийшов в 1970-ті роки, коли його змушують звільнити свою студію в сімейному особняку під колективну майстерню. Тихий так пояснював свій перехід до жанру фотографії: «Картини були написані, малюнки намальовані. Що мені залишалося робити? Я шукав щось інше. І завдяки фотографії я знайшов нове, цілий новий світ».
Він сам майстрував збільшувачі з шматків різної апаратури, металевих деталей, використовував лінзи з телескопів і т. д.

## Стиль
Тема його фотографій — майже виключно зображення жінок, яких Тихий зустрічав на вулицях Кийова або в басейні. Також він робив знімки свого міста і неживої природи. Для економії він вибирав формат плівки 60 мм, яку різав навпіл. Як і Ян Саудек, ретушував свої фотографії олівцем.
Тихий знімав крадькома, як вуайєрист: у вдалий момент швидко діставав захований під светром фотоапарат і робив знімок, не дивлячись у видошукач, таким чином, «встигаючи зловити ластівку в польоті». Ця манера зйомки пояснює стиль Тихого — слабоекспоновані фотографії, мало чітких, величезна кількість негативів. Він пояснював: «У мене була норма — достатня кількість кадрів на день, норма на кожен день, на всі п'ятнадцять років. А коли я виконав свій план, я зупинився». Він припинив знімати на початку 90-х.

## Популярність
У рідному місті про Мирослава говорили, що він був «краще, ніж божевільний, але гірше, ніж просто вуайєрист», оскільки він використовував фотографію як ширму для свого психічного відхилення. Його роботи, відкриті широкій публіці Романом Баксбаумом (Roman Buxbaum) наприкінці 1990-х, швидко стають відомими в Європі: перша персональна виставка відбулася на фестивалі в Севільї в 2004-му році, потім власна ретроспектива в Кунстхаусі в Цюріху 2005-го і персональна виставка в Чехії, супроводжувана концертом Майкла Наймана. Мирослав Тихий виставлявся на фестивалі «Зустрічі в Арлі» в 2005-му році, де переміг у номінації «Відкриття року».

## Цитати
- «У роботах Берроуза і Тихого руйнування мови і зображення родинно того, як мова спотворює ідеальні уявлення про чистою комунікації»[12] — Клінт Бурнхэм.